# Ferroni FM-1041
Ferroni FM-1041 es un minibús motor delantero, único en su tipo fabricado por Ferroni. Uno de los últimos modelos de chasis producidos por el fabricante cordobés, con capacidad para 18 pasajeros.

## Motor
- Deutz BF5L913
- Ubicación: delantero
- Ciclo: diésel cuatro tiempos
- Cilindrada (cm³): 5107
- Número de Cilindros: 6
- Potencia (HP): 103
- Régimen (r.p. m.): 2100
- Refrigeración: aire
- Combustible: Gas-Oil
- Sistema de Combustible: inyección directa

## Dimensiones
- Ancho (mm): 2168
- Alto (mm): 2344
- Distancia entre Ejes (mm): 4100
- Trocha Delantera (mm): 1891
- Voladizo trasero (mm): 1700
- Radio de giro (M): 15

## Otros
- Llantas: a disco 16 de 8 tuercas.
- Neumáticos: 7,00 x 16

Generador Eléctrico: 12V. Batería: 1 x 12V. Alternador: 28V 80A.